# Dolne ogrody Barrakka
Dolne ogrody Barrakka (ang. Lower Barakka Gardens, mal. Il-Barrakka t' Isfel) – ogród w Valletcie na Malcie; jest ogrodem partnerskim z Upper Barrakka Gardens w tym mieście.

## Położenie
Ogród położony jest na szczycie Bastionu św. Krzysztofa (St. Christopher Bastion) i roztacza się stąd widok na Grand Harbour i falochron. W sąsiedztwie znajdują się budynki mieszkalne.

## Pomniki
W ogrodzie znajduje się pomnik poświęcony wiceadmirałowi sir Aleksandrowi Johnowi Ball pierwszemu komisarzowi brytyjskiemu, późniejszemu gubernatorowi Malty. Dowodził on brytyjsko-maltańskimi siłami w czasie blokady Valletty w powstaniu przeciwko Francuzom 1798-1800. Budowla została wzniesiona ze składek publicznych w 1810, w formie świątyni doryckiej. 
W 2004 w ogrodzie odsłonięto posąg Eneasz autorstwa włoskiego rzeźbiarza Ugo Attardiego .
Ponadto, na tarasie znajduje się szereg tablic pamiątkowych, poświęconych m.in. węgierskiej rewolucji 1956 roku, Praskiej Wiośnie, Giuseppe Garibaldiemu i 50-leciu Unii Europejskiej.
W pobliżu ogrodu znajduje się Siege Bell War Memorial, pomnik upamiętniający 7000 członków służb mundurowych oraz cywilnych, którzy stracili życie podczas w czasie II wojny światowej.

## Galeria

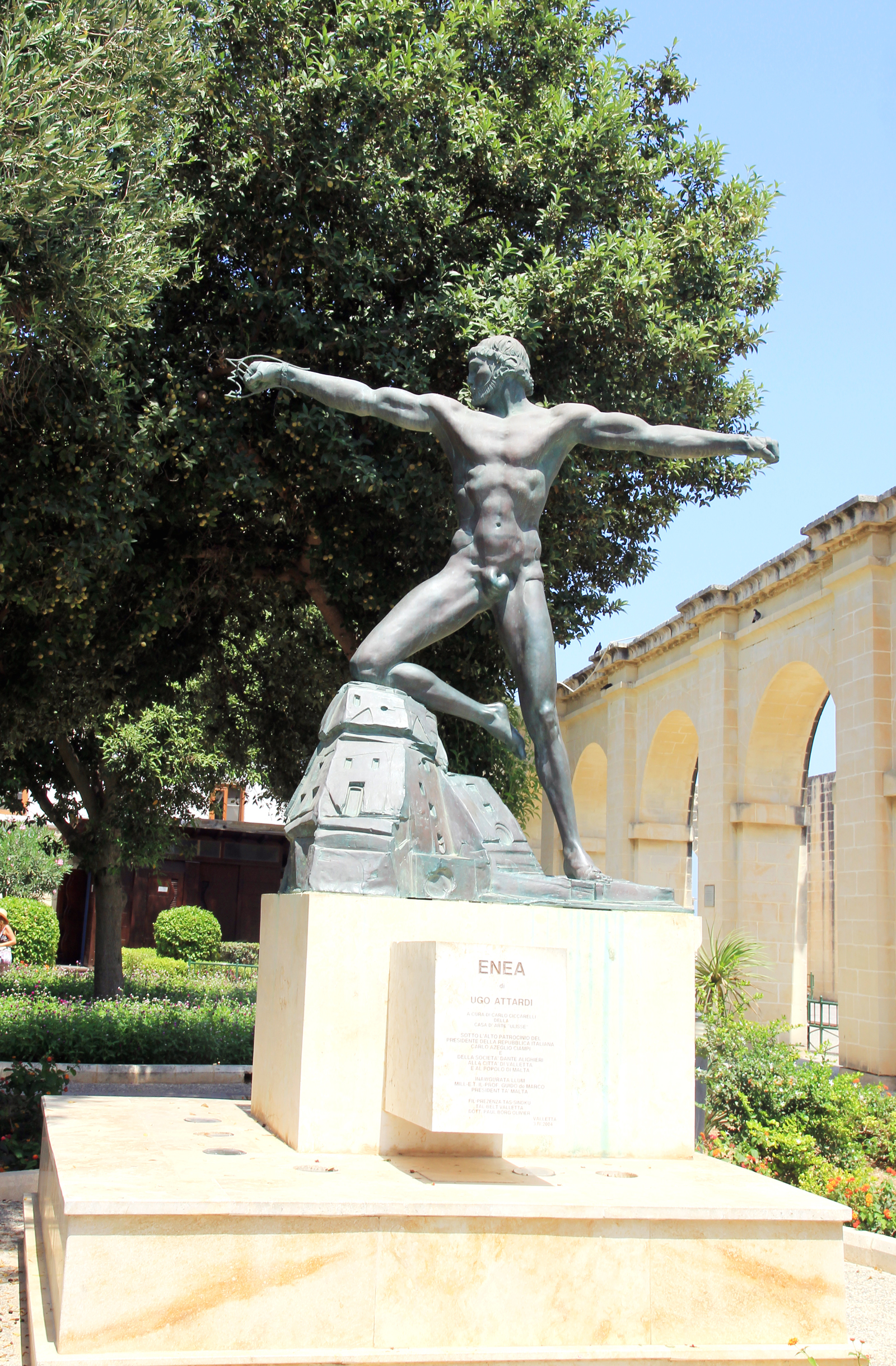
Eneasz Ugo Attardiego (2004)
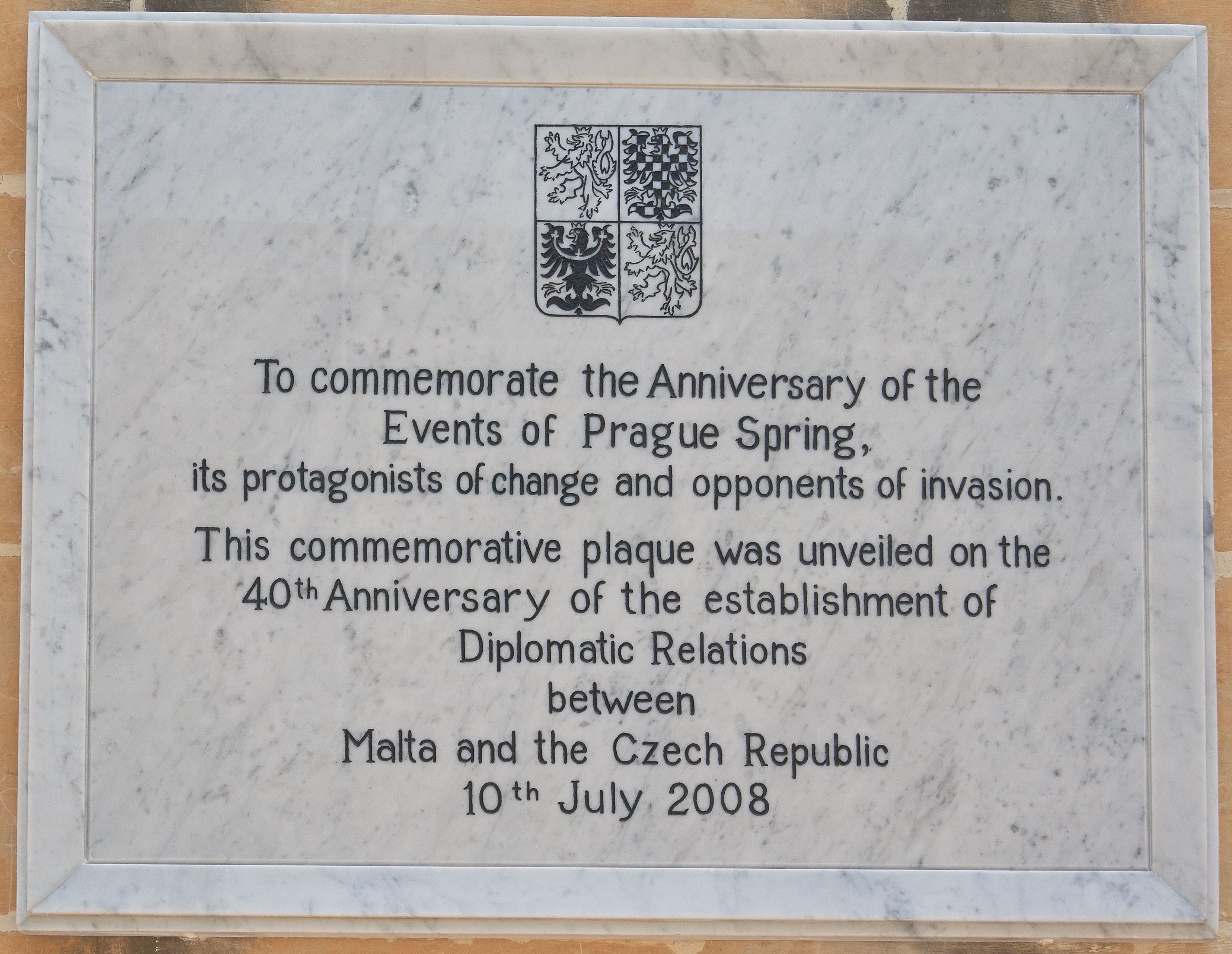
Tablica upamiętniająca Praską Wiosnę
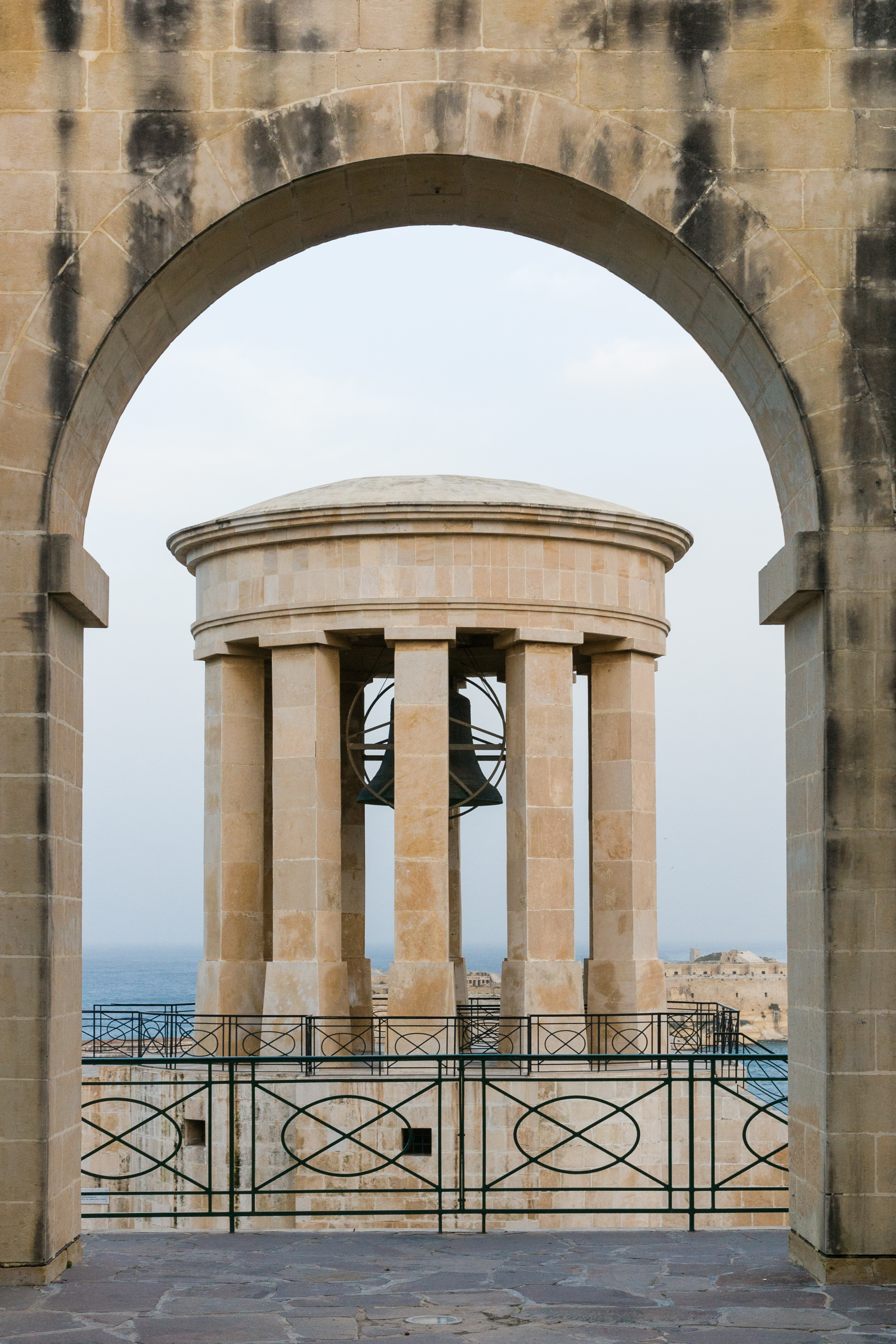
Siege Bell Memorial